# Padoux
Padoux és un municipi francès, situat al departament dels Vosges i a la regió del Gran Est. El 2018 tenia 507 habitants.